# Epico
Orlando Tito Colon (sinh ngày 24/3/1982) là một đô vật chuyên nghiệp. Anh hiện đang ký hợp đồng với WWE Raw dưới cái tên Epico. Anh là một phần của nhóm Shining Stars với anh họ thật của anh, Primo.